# Camponotus longifacies
Camponotus longifacies é uma espécie de inseto do gênero Camponotus, pertencente à família Formicidae.